# Plokkersbier
Plokkersbier is een Belgisch bier van hoge gisting.
Het bier wordt gebrouwen in Brouwerij De Bie te Wakken, een deelgemeente van Dentergem.
Het is een amberkleurig bier met een alcoholpercentage van 7%. De naam van het bier verwijst naar de Plokkersroute in Watou. Plokken betekent plukken, een verwijzing naar de hopteelt.